# Мотронівка (Знам'янський район)
Мотронівка (Крижанівка) — колишній населений пункт в Кіровоградській області у складі Знам'янського району.

## Стислі відомості
В 1930-х роках — у складі Знам'янського району Одеської області.
В часі Голодомору 1932—1933 років нелюдською смертю померло не менше 5 людей.
Приєднане в період 1972—1986 років до села Зелений Гай. Станом на 2023 рік — вулиця Мотронівка.

## Постаті
- Похитонов Іван Павлович (1850—1923) — український художник, майстер пейзажу, живописець та графік.